# Paul Vaugien
Pour les articles homonymes, voir Vaugien.
Paul Louis Vaugien né le 1er octobre 1914 à Casablanca (Maroc) et mort le 11 mai 1985 à Saint-Restitut (Drôme), est un vétérinaire et écrivain français, auteur à succès d’ouvrages sur les chiens et d’un roman policier.

## Biographie

### L’enfance au Maroc
Paul Vaugien est issu d'une famille modeste originaire de Lorraine et d'Alsace. Son père, Charles Paul Vaugien, sous-officier au 1er régiment de zouaves, est affecté au Maroc en 1908. À l'occasion d'un court séjour dans sa région natale il se marie en 1912 à Breurey-lès-Faverney avec son amie d’enfance Marguerite Butzé. Paul Vaugien naît deux ans plus tard à Casablanca alors que son père combat en France contre l’Allemagne. À la suite de ses blessures et de ses brillants états de service Charles Paul Vaugien rentre au Maroc en 1915 où il est promu officier des Affaires Indigènes (AI),. Paul Louis Vaugien suit donc son père dans ses différentes affectations au bled dans les régions de Fès, Meknès, Marrakech et Taza. C’est là qu’il apprend à aimer les animaux, particulièrement les chevaux. Comme il n'y a pas d'école primaire au bled c'est la mère Marguerite Butzé qui fait l'école à Paul et ses frères cadets Jean et Claude. Paul fait ses études secondaires au lycée d'Oujda avec un an de retard, à la suite de problèmes au genou qui l’avaient immobilisé. Il se retrouve donc dans la même classe que Jean, son frère puiné.

### Le vétérinaire
Contrairement à son père et son frère puiné le général Jean Vaugien, Paul Vaugien n'embrasse pas la carrière militaire. Son père voulait qu’il soit médecin militaire mais Paul, par esprit antimilitariste, fit exprès de rater le concours d’entrée à l’école du service de santé des armées de Lyon. Il intègre une classe de Propédeutique à Toulouse puis l’École nationale vétérinaire de Toulouse. Mais pour des raisons de santé et pour rejoindre sa fiancée il poursuit des études à l’École Vétérinaire de Maison-Alfort. Le sujet de sa thèse de docteur en médecine vétérinaire, soutenue en 1939 et publiée en 1940 lui a été inspirée par sa fréquentation au bled des éleveurs berbères. Soucieux de contribuer au développement de l’élevage des chèvres et moutons, il y étudie le rôle des bains parasiticides dans l'élevage des petits ruminants au Maroc.
Il fait ensuite ses classes comme élève officier de réserve à l’École de cavalerie de Saumur qui comprend une section formant des vétérinaires de réserve et d'active. Promu officier de réserve vétérinaire il est affecté au début de la Seconde guerre mondiale à La Rochelle. Après la guerre il s’installe avec son épouse à Paris. Délaissant les chevaux et les animaux de ferme, il ouvre un cabinet où il soigne les animaux de compagnie. En 1951 il publie un ouvrage de référence sur la médecine du chien, puis, les années suivantes, une série de guides sur l’élevage des chiens et des chats. Son ouvrage sur les Teckels et son Manuel pratique d'élevage canin constituent des succès de librairie, réédités plusieurs fois jusqu’à la fin des années 1970.

### Le romancier
Parallèlement il se lance dans l’écriture romanesque. Son premier roman, J’ai envie de pleurer, est un polar dont l’action se situe au Maroc sous le protectorat français. C’est l’histoire d'un commissaire de police envoyé à Tizin Taida, un petit poste des affaires indigènes situé à 50 km au nord de Taza près de la frontière avec le Maroc espagnol. Sous ce nom, emprunté à une localité située au sud de Fès, se cache en réalité le poste d'Aknoul. C’est là que Charles Paul Vaugien, Chef du bureau des Affaires indigènes du Cercle du Haut M'Soun, a vécu avec sa famille de 1930 à 1940. Ce roman constitue donc un témoignage sur le milieu des affaires indigènes et le Maroc de cette époque. Il est publié en 1949 dans la collection Le Bandeau Noir, sous le pseudonyme Ras-Foralt.(Ce nom est emprunté à une montagne du Maroc oriental située entre Oujda et Berkane).
Paul Vaugien est l’auteur d’un second roman policier, resté manuscrit : 80 tours minutes. L'intrigue commence par un disque 78 tours qui reste incompréhensible jusqu'à ce qu'il soit passé à 80 tours.

### Retraite dans la Drôme
Paul Vaugien prend sa retraite dans la maison qu’il avait restaurée pour ses vacances à Moustalas sur la commune de Saint-Restitut.

## Œuvres

### Médecine vétérinaire
- 1940  – Le Rôle des bains parasiticides dans l'élevage des petits ruminants au Maroc..., Paris, Vigot frères, 1940, 80 p.
- 1951 – Le Chien et sa médecine : Illustrations de l'auteur, Paris, Librairie des Champs-Élysées, 1951, 216 p.

### Guides sur l’élevage des animaux
- 1953 – Chiens de berger de garde et d'utilité, élevage, dressage, utilisation, Paris, Librairie des Champs-Élysées, 1953, 111 p.
- 1954 – Les Teckels, Paris, Crépin-Leblond, 1954, 84 p.
- 1954 – Les Terriers, de l'airedale au teckel : Histoire, élevage, utilisation, le déterrage, Paris, Librairie des Champs-Élysées, 1954, 103 p.
- 1957 – Manuel pratique d'élevage canin : Préface du professeur Clément Bressou, Paris, Crépin-Leblond, 1957, 146 p.
- 1975 – Manuel pratique d'élevage du chat, Paris, Crépin-Leblond, 1975, 95 p.

### Romans
- 1949 – J'ai envie de pleurer, Paris, S.E.P.E., 1949, 191 p.